# Namjilyn Norovbanzad
En aquest nom mongol, el nom és «Norovbanzad» i «Namjilyn» és un patronímic, no pas un cognom.
Namjilyn Norovbanzad (mongol: Намжилын Норовбанзад)  (Mongòlia, 10 de desembre de 1931 - Mongòlia, 21 de desembre de 2002) va ser una cantant mongola del tradicional urtyn duu (cant llarg). Nascuda a la província mongola de Dundgovi, Norovbanzad va créixer en una família de pastors nòmades. Va començar a cantar als set anys. Després de guanyar diversos concursos de cant locals i provincials, es va traslladar a la capital Ulan Bator per continuar la seva carrera de cant a temps complet.
Norovbanzad va rebre el mèrit Ardiyn jujigchin (Artista del Poble) pel Govern de Mongòlia el 1969 i va ser escollida pel poble mongol la Cantant del segle el 2000. El 1957 va guanyar una medalla d'or al Festival Mundial de la Joventut i els Estudiants celebrat a Moscou amb 34.000 participants i el Premi de la cultura asiàtica de Fukuoka en la categoria Arts i cultura el 1993.
Del 1960 al 2002, va interpretat cançons populars mongoles no només a Mongòlia, sinó també a França, Dinamarca, Rússia, Xina, Japó, Corea, Índia, Bangladesh, Alemanya, Itàlia, Txecoslovàquia, Hongria, Bulgària, Polònia, Iugoslàvia i els Estats Units d'Amèrica. En particular, va visitar Japó moltes vegades el 1978-2002 i va introduir les meravelles de les cançons populars mongoles.